# 纸坊玉皇阁
纸坊玉皇阁或称无梁阁，位于河北省邯郸市峰峰矿区西纸坊村，滏阳河北岸。根据阁下现存重修碑所记载的碑文来判断，最早建于明代隆庆或万历年间。清光绪二十二年（1896年）重新修建。现为全国文物保护单位。